# لبخند بخت
لبخند بخت (به فرانسوی: Mont-Oriol) رمانی از گی دو موپاسان، نویسندهٔ اهل فرانسه است. کریم کشاورز این رمان را در سال ۱۳۴۱ به فارسی ترجمه کرده‌است.